# 东葛路站
东葛路站是南宁轨道交通3号线的地铁车站，位于中华人民共和国广西壮族自治区南宁市青秀区长湖路与东葛路交叉口，于2019年6月6日开通。

## 车站结构
东葛路站位于长湖路与东葛路交叉口，沿长湖路设置，大致呈南北走向，为地下两层岛式站台车站，车站长286.3米，标准段宽19.7米，车站地下一层为站厅层，地下二层为站台层，站台设置全高站台门。
| 地面              | 出入口 | A1、A2、B、C、D出入口                                                                                         |
| 地下一层          | 站厅   | 客服中心、自动售票机、验票机                                                                                  |
| 地下二层          | 站台   | \| \| \| █ 3号线往科园大道（长堽路） \| \| 島式 · 開左邊车门 \| \| \| \| \| \| █ 3号线往平良立交（滨湖路） \| |
|                   |        | █ 3号线往科园大道（长堽路）                                                                                   |
| 島式 · 開左邊车门 |        | |
|                   |        | █ 3号线往平良立交（滨湖路）                                                                                   |

## 出入口
东葛路站共有5个出入口，各出口及周围设施如下所示：
| 编号                | 出入口信息                                                   | 照片 | 无障碍设施 |
| ------------------- | ------------------------------------------------------------ | ---- | ---------- |
| A · 1 · 出口        | 长湖路，东葛路，南宁市财政局，南宁市规划管理局，广西警察学院 |      | 不適用     |
| A · 2 · 出口        | 长湖路，东葛路，南宁市财政局，南宁市规划管理局，广西警察学院 |      | 不適用     |
| B · 出口            | 东葛路，广园路，安湖路，石丰巷，长园路，茶花园路             |      | 不適用     |
| C · 出口 · （设有） | 长湖路，茶花园路，长园路                                     |      |            |
| D · 出口            | 东葛路，长堽路六里，茅桥路，南宁茅桥中心医院                 |      | 不適用     |
| 图例： 设有         |                                                              |      |            |

## 接驳交通

### 公交车
- 东葛长湖路口：1路，12路，16路，20路，52路，76路，705路，B803路，B85路，B91路，W22路，地铁快巴12路
- 长湖东葛路口：1路，12路，16路，705路，B803路，W22路，地铁快巴12路
- 长湖广园路口：B803路，W22路

## 车站历史
本站工程名与正式站名均为东葛路站，以车站横跨的东葛路命名。
- 2017年6月28日，车站主体结构封顶[3]。
- 2019年6月6日，车站随3号线一期通车开通[2]。